# Денні Мейєрс
Денні Мейєрс (англ. Danny Meyers; народився 2 березня 1983 у м. Ескот, Англія) — британський хокеїст, захисник. Виступає за «Ноттінгем Пантерс» у Британській елітній хокейній лізі. 
Виступав за «Бейзінстоук Байсон», «Мілтон-Кейнс Лайтнінг», «Солігалл Кінгс», «Брекнелл Біз» «Ковентрі Блейз».
У складі національної збірної Великої Британії учасник чемпіонатів світу 2004 (дивізіон I), 2006 (дивізіон I), 2007 (дивізіон I), 2008 (дивізіон I), 2009 (дивізіон I), 2010 (дивізіон I) і 2011 (дивізіон I). У складі молодіжної збірної Великої Британії учасник чемпіонатів світу 2000 (група C), 2001 (група D2), 2002 (група D2) і 2003 (група D2). У складі юніорської збірної Великої Британії учасник чемпіонатів світу 1999 (група B) і 2001 (група D2).
Володар Кубка виклику БЕХЛ (2008, 2010, 2011).